# Укалегон

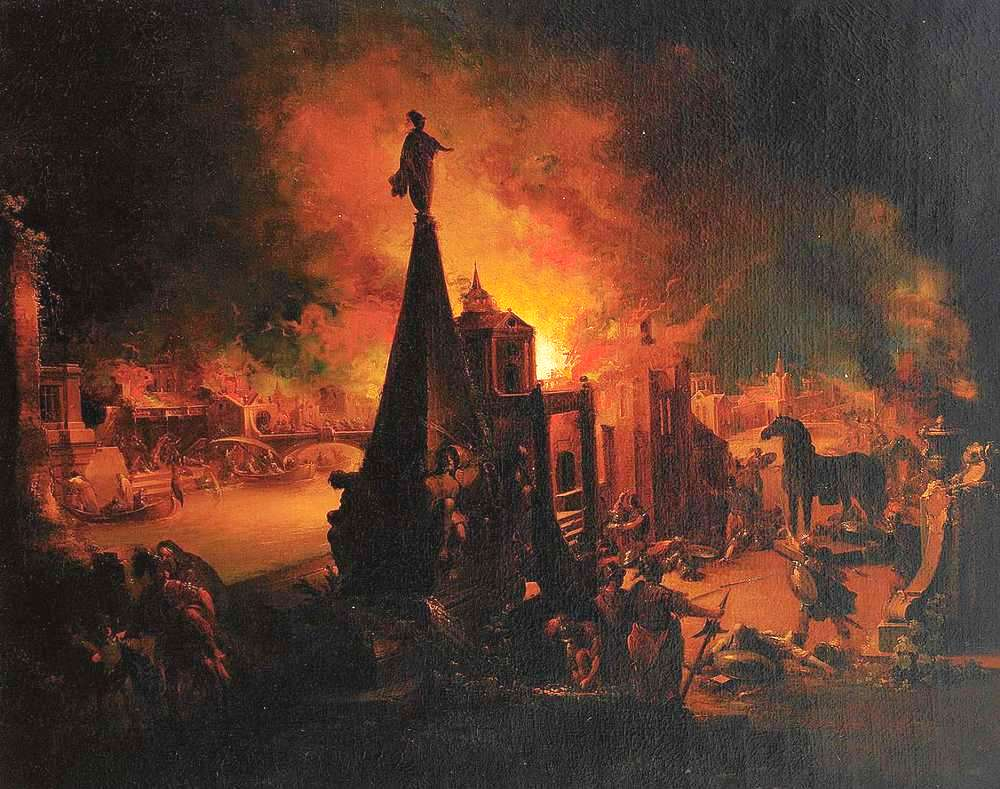
Разграбление Трои. Траутманн, Иоганн Георг, XVIII век

Укалегон (др.-греч. Οὐκαλέγων) — один из старейшин Трои, чей дом был подожжён ахейцами, когда они разграбили город. Один из друзей Приама в «Илиаде»; разрушение его дома упоминается в «Энеиде».
Упоминается в «Сатирах» Ювенала. Его имя переводится с греческого как «беззаботный». Оно стало эпонимом «соседа, чей дом горит», и Уилл Шортц, редактор ежедневного кроссворда в The New York Times, заявил, что это его любимое слово в английском языке.

## Эпоним
- (55701) Укалегон — троянский астероид Юпитера.